# Макарово (Иркутская область)
Мака́рово — село в Киренском районе Иркутской области. Административный центр Макаровского муниципального образования.
Находится на правом берегу реки Лена, в 45 км к юго-западу от райцентра, города Киренска. В 1926—1929 годах было центром Макаровского района.

## Население
| 2002 | 2010 | 2011 | 2012 |
| ---- | ---- | ---- | ---- |
| 894  | ↘721 | ↘720 | ↘718 |